# Balonne
Balonne – rzeka w Australii, w stanie Queensland. Ma 796 km długości. Wypływa w paśmie górskim McPherson Range. Ma dwie rzeki źródłowe: mniejszą rzekę Dogwood oraz większą rzekę Condamine, która jest jej właściwym źródłem. Płynie w kierunku północno-zachodnim, mijając miasto Warwick. Następnie zmienia kierunek na południowo-zachodni w Sunnybank, gdzie łączy się z rzeką Bungil. Tuż za miastem Dirranbandi, rzeka rozdziela się na dwa oddzielne koryta: pierwsze, zwane rzeką Culgoa, uchodzi do rzeki Darling, a drugie, o nazwie Narran, wpływa do jeziora Terewah. Nazwa rzeki została jej nadana 11 kwietnia 1846 roku przez Thomasa Mitchella. Pochodzi z języka Mandandanji (lokalnych Aborygenów) i oznacza wodę lub płynący strumień.